# 도쿄도 전차

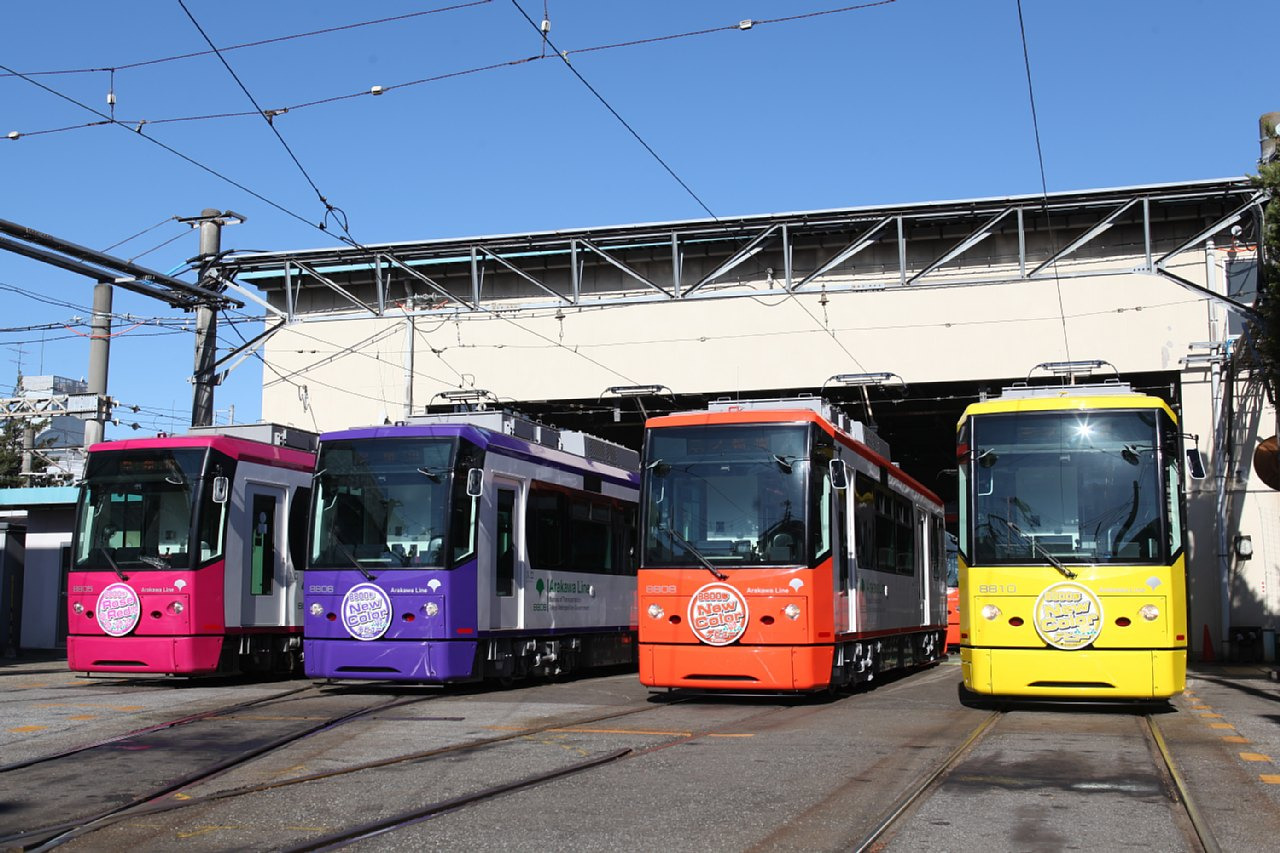

도쿄도 전차(일본어: 東京都電車 도쿄토덴샤[*]), 통칭 도덴(일본어: 都電)은 도쿄 전철 조례에 의거하여 도쿄도 교통국이 운영하는 노면전차이다. 현재는 아라카와구의 미노와바시 정류장에서 신주쿠구의 와세다 정류장을 연결하는 1 노선 1 계통인 아라카와선만이 운행되고 있다.
1903년부터 1904년까지 당시의 도쿄 마차 철도를 전철화한 도쿄 전철 철도(東京電車鉄道)와 도쿄 시가 철도(東京市街鉄道), 도쿄 전기 철도(東京電気鉄道)가 잇따라 노면전차를 개업하였고, 1909년 3개 회사가 합병하여 도쿄 철도(東京鉄道)가 되었다. 1911년에 당시의 도쿄시가 회사를 인수하여 도쿄 시전(東京市電)이 되었으며, 또한 1943년 도쿄도제 시행에 의해 도덴(都電)이 되었다.
본래 아라카와 외에도 많은 노선이 있었고, 1955년 부근인 전성기에는 영업 거리 약 213 km, 40개의 운행 계통을 가지고 하루 약 175만 명이 이용하는 일본 최대의 노면전차 계통이였다. 하지만, 1960년대 이후 자동차 대중화의 진전과 영단 지하철, 도에이 지하철의 발달로 이용자의 감소와 채산성 악화가 심화되어 갔다. 1967년에 운영 모체인 도쿄도 교통국이 재정 재건 단체로 지정되면서 재건책의 일환으로 1972년까지 아라카와를 제외한 모든 노선이 지하철과 도영 버스로 전환되고 폐지되었지만, 1974년 아라카와의 영구 존속이 결정되어 오늘에 이르고 있다.